# Cabrespine
Cabrespine è un comune francese di 192 abitanti situato nel dipartimento dell'Aude nella regione dell'Occitania.

## Società

### Evoluzione demografica
Abitanti censiti